# Камилло Караччоло
Камилло Караччоло (итал. Camillo Caracciolo; 11 сентября 1563, Неаполь — 28 декабря 1630, Караваджо), 2-й князь ди Авеллино, 3-й герцог ди Атрипальда и 3-й граф ди Торелла — военный и государственный деятель Неаполитанского королевства и Испанской империи.

## Биография
Третий сын Марино I Караччоло, 1-го князя Авеллино, и Кризостомы Карафа.
Предназначался для духовной карьеры, но после смерти двух старших братьев в 1585 году стал наследником, получив титул графа-соправителя Тореллы. Неаполитанский патриций, маркиз ди Белла (1603).
Белла Бона описывает его, как «одного из самых прекрасных принцев своего времени, высокого роста, приятной внешности, и открытых манер, вызывавших к нему расположение». Следуя примеру своего отца, Камилло делал военную карьеру на службе королю Испании, служил под началом Алессандро Фарнезе в различных кампаниях, командуя неаполитанской тяжелой кавалерией («катафрактами», catafratti). Военный советник в Нидерландах (25.05.1592), член Коллатерального совета Неаполитанского королевства (27.09.1597).
В награду за службу 5 апреля 1602 был пожалован Филиппом III в рыцари ордена Золотого руна. Орденскую цепь получил из рук герцога Пармского в кафедральном соборе его столицы 13 октября того же года. В церемонии участвовал гербовый король ордена.
11 февраля 1609 занял пост великого канцлера Неаполитанского королевства, престижную должность, включавшую юрисдикцию над Неаполитанским университетом и полномочия председателя коллегии докторов, присуждавшей ученые степени в области права, медицины и теологии.
9 августа 1609 назначен губернатором Калабрии.
Богатство князя также росло, и он смог приобрести за 134 тыс. дукатов владение Сансеверино, включавшее 43 хозяйства, в том числе Баронисси и Ланкузи. В Авеллино он усовершенствовал шерстяное производство, используя водные ресурсы Ирпении, за что получил прозвище «князя вод» (il principe delle acque).
Князь боролся с ростовщичеством и занимался благотворительностью, воспользовавшись приданым жены для создания монте ди пьета, благотворительной кассы, которую также называли Monte di maritaggio (брачная касса), поскольку она выдавала девочкам-сиротам пособие в 50 скуди. С папского благословения Камилло учредил Консерваторию сестер, где монахини занимались воспитанием девочек из хороших семей. Он активно занимался гражданским и религиозным строительством, и закончил восстановление церкви Иоанна Крестителя, более известной как Монсеррато, построенной графиней Марией де Кардона.
Поклонник искусства и литературы, князь Авеллино был членом неаполитанской Академии дельи Оциози, основанной Джованни Баттистой Мансо 3 мая 1611 года в монастыре Санта-Мария-делле-Грацие. Стены своей неаполитанской резиденции он украсил полотнами лучших живописцев того времени. Замок Авеллино, превращенный в роскошную резиденцию в ренессансном стиле, был украшен великолепным парком на Бельведерском холме, где были установлены фонтаны и сооружены акведуки для подачи воды.
Находясь на службе в Ломбардии, Камилло участвовал в военных действиях испанцев против Венеции и Савойи, и в 1617 году стал генералом кавалерии Миланского герцогства. Восхваляемый, как «украшение и слава настоящего и будущего своей семьи», он скоропостижно скончался в замке Караваджо, и был погребен в церкви Санта-Мария-дель-Кармине, которую начал строить в 1604 году. 

## Семья
1-я жена (1585): Роберта Карафа (ум. 28.08.1603), дочь Марцио Карафы, герцога ди Маддалони, и Виттории Спинелли
Дети:
- Марино II (9.06.1587—4.11.1630), 3-й князь Авеллино
- Домицио (4.03.1589—1598)
- Кризостома (19.10.1592—7.01.1653), монахиня монастыря Сант-Андреа в Неаполе (1600)
- Марцио (24.04.1599—15.01.1663), неаполитанский патриций, регулярный клирик-театинец под именем брата Томмазо, титулярный епископ Кирены (1633), архиепископ Таранто (1637)
- Домицио (17.12.1601—?), неаполитанский патриций, маркиз ди Белла (1617). Жена (27.11.1624): Катерина Аквавива д'Арагона (ум. 11.08.1636), герцогиня Нардо, дочь Белизарио Аквавива д'Арагоны, 5-го герцога Нардо, и Порции Пепе

2-я жена (14.05.1605): Беатриче Орсини (ум. 11.11.1607), дочь Фламинио Орсини, графа ди Муро-Лукано, и Лукреции дель Туфо. Умерла при родах
Дети: 
- Франческа (9.10.1606—?)
- Роберта (11.11.1607—?)

3-я жена (25.01.1609): Доротея Аквавива д'Арагона, дочь Альберто Аквавива д'Арагоны, 9-го герцога Атри, и Беатриче де Ланнуа, вдова Диего Пиньятелли, 2-го маркиза ди Спинаццола
Сын:
- Джузеппе (29.04.1613—19.03.1670), 1-й князь ди Торелла (1639), маркиз ди Белла, неаполитанский патриций. Жена (11.02.1630): Констанца ди Капуа (17.11.1611—3.09.1689), дочь Джованни Томмазо ди Капуа, князя ди Роккаромана, и Вирджинии Бельпарто, графини д'Анверса. Основатель линии Караччоло-Торелла